# NGC 5575
NGC 5575 = NGC 5578 ist eine 13,4 mag helle linsenförmige Radiogalaxie vom Hubble-Typ S0 im Sternbild Jungfrau und etwa 341 Millionen Lichtjahre von der Milchstraße entfernt.
Sie wurde zwar am 12. Mai 1793 von Wilhelm Herschel beobachtet, dieser veröffentlichte seine Entdeckung jedoch nicht, weil für ihn die Nebulosität des Objektes bei der Benutzung größerer Spiegelteleskope abnahm. Daher gilt Albert Marth mit seiner Beobachtung vom 8. Mai 1864 als offizieller Entdecker von NGC 5575. Lewis A. Swift folgte mit einer Beobachtung am 22. Mai 1884, diese führte unter NGC 5578 zum zweiten Eintrag im Katalog.